# Lechero
Lechero is een personage in de televisieserie Prison Break. Zijn personage werd geïntroduceerd in seizoen 3. Hij werd gespeeld door Robert Wisdom.

## Biografie
Lechero, wiens echte naam Norman St. John is, is de leider van de gevangenen in Sona. Na een heel grote rel gingen de bewakers weg uit de gevangenis en moesten de gevangenen het maar zelf uitzoeken. Lechero werd hun leider. Hij leidt een luxueus leven vergeleken met de andere gevangenen. Hij heeft een grote breedbeeldtelevisie in zijn kamer en heeft zijn vrienden die alles voor hem doen. T-Bag wordt een van zijn vrienden. Hij heeft zelfs zijn eigen prostituees.
Na een mislukte ontsnappingspoging van Michael Scofield en James Whistler komt Lechero onder druk te staan. Kolonel Escamilla is dan boos op hem omdat zij Lechero "alles" hebben gegeven, en Norman daar maar een ding voor hoefde te doen: de gevangenen in het gareel houden. Vervolgens spreekt Lechero Michael aan. Hij informeert hem dat Michael nu uit moet breken, en wel met Lechero erbij.
Lechero moest een straf van vijfmaal levenslang uitzitten in Sona.
Wanneer Michael op het punt staat om uit de gevangenis te ontsnappen bedriegen T-Bag en Lechero hem. In werkelijkheid zijn zij opgelicht. Ze worden gepakt. Lechero wordt in zijn borst geschoten. Wanneer ze terug zijn in Sona vraagt Lechero T-Bag om een gunst, namelijk hem vermoorden. T-Bag laat hem stikken door een kussen op zijn gezicht te drukken.